# کریستین آبرشت بلهم
کریستین آبرشت بلهم (دانمارکی: Christian Albrecht Bluhme؛ ۲۷ دسامبر ۱۷۹۴ – ۱۶ دسامبر ۱۸۶۶) یک سیاست‌مدار، دیپلمات، و قاضی اهل دانمارک بود.